# Naturrätt

Friheten på barrikaderna (1833) av Eugène Delacroix (1798–1863). Naturrätten har bland annat spelat roll för flera länders konstitutioner, däribland Deklarationen om människans och medborgarens rättigheter, antagen i Frankrike 1789.

Naturrätt (latin: ius naturale, lex naturalis) är ett grundläggande begrepp inom politiska ideologier och filosofi. Med naturrätt åsyftas uppfattningen att det existerar absoluta rättsprinciper nedlagda i människans natur, antingen av gudomligt ursprung eller med icke-religiösa förklaringar.
Naturrätten är rättigheter och skyldigheter som anses naturliga, universellt giltiga för alla tider och folk, och som bör stå över de tillfälliga lagar som stiftas av stater. Naturrätten är "vad en människa är berättigad till just på grund av sin mänskliga natur", enligt filosofen Bertrand Russells definition. Naturrätten utgör vidare idéhistorisk grund för mänskliga rättigheter, demokrati, avskaffande av tortyr och dödsstraff, och flera länders konstitutioner, och är ett viktigt begrepp bland annat i diskussioner om legitimering av makt, statsbildning, ägande och krigets lagar (folkrätten).
Naturrätten uppstod som begrepp under antiken med filosofer som Aristoteles. Den vidareutvecklades sedan under medeltiden och upplysningstiden av filosofer såsom Tomas av Aquino, Hugo Grotius, Thomas Hobbes och John Locke. Under 1600- och 1700-talen försökte flera upplysningsfilosofer beskriva ett samhälle utan civilisation där människor levde enligt naturens lagar.
Hur naturrätten definieras och förhållandet till den avgörs av vilken syn man har på människor och naturen, vilket innebär att definitionen av den har utvecklats genom århundradena utifrån ideologiska kontexter. Gemensamt för de olika definitionerna är krav på att rättighetssystemet skall vara konsekvent och sammanhängande, grundas på moral, att moralen är naturlig, samt att handlingar som bevarar möjligheten till fortsatt samlevnad anses som rätta handlingar. Två filosofiska strömningar som står i kontrast till naturrätten är värdenihilism och rättspositivism, vilka förnekar existensen av objektivt sann rätt.

## Aristoteles
"Den medborgerliga rättvisan är dels naturlig, dels konventionell"
Aristoteles myntade termen ”naturrätt” i bok V i Den nikomachiska etiken, fastän själva begreppet är äldre än så – till exempel finns föregripande tankar hos sofisterna och Platon. Den romerska rätten, som i hög grad legat till grund för det västerländska rättssystemen, var en av de traditioner som förde arvet vidare.
Aristoteles brukar allmänt räknas som naturrättens fader, eftersom han var den förste att skilja mellan den positiva rätten och naturrätten, en distinktion han uppställde i sin kritik av statsskick där lagar efterföljdes men där ingen rätt fanns, en stat där inte människan levde efter sin dygdiga natur. Till skillnad från den juridiska rätten, är naturrätten universell, menar Aristoteles. En del av vad människan befinner rättvist, är så i kraft av naturen, menar Aristoteles vidare, och likaså är människans förpliktelser under lagen grundad på naturen.
I Politiken (III:16) återger dock Aristoteles kritik på naturrättslig grund mot suveränitet i form av absolut monarki eller godtycklig styrning: om alla människor av naturen vore jämlika i en viss stat vore det onaturligt att en individ styr över de andra. De bör ha samma naturliga rättigheter. Aristoteles menar dock inte själv att samtliga människor är jämlika: staten, anser han, har vuxit fram ur små samhällen, som vuxit fram ur familjen, som i sin tur bygger på människans natur och det faktum att hon är en samhällsvarelse (en zoon politikon). Aristoteles menar därför att uppdelningen herre-slav och man-kvinna är naturlig och i enlighet med människans natur (Politiken 1252:a24, 1253a7, 1253a18).
Finns det däremot två jämlika medborgare, bör de ha en jämlik fördelning av tillgångarna och samma ställning i staten. Bland medborgare regeras individer i samma utsträckning som de regerar; denna ordning kan bara hävas rätteligen om dessa jämlikar bryter mot lagen eller gör uppror mot härskaren. Aristoteles menar följaktligen att det kan finnas en naturlig fördel och en naturlig rättvisa såväl i konstitutionalism som i monarki och aristokrati beroende på vilka naturliga förutsättningar som föreligger; dock är aldrig tyranni naturligen rätt (Politiken III:17). Det är värt att notera att Aristoteles definition av medborgare är mycket snäv (Politiken 1328b33).
Aristoteles egen relation till naturrätten är dock omtvistad och hans verk är inte entydiga. Han öppnar för att den bästa staten kanske inte är styrd av den bästa lagen, utan av den bästa mannen (Politiken 1287b15). Sinclair menar att Aristoteles syn på lagen är en kompromiss mellan personligt godtycke och slaviskt följande av skrivna regler.

## Teologisk naturrätt
"Jag är Herren, din Gud, som förde dig ut ur Egypten, ut ur slavlägret." 2 Mosebok 20:1

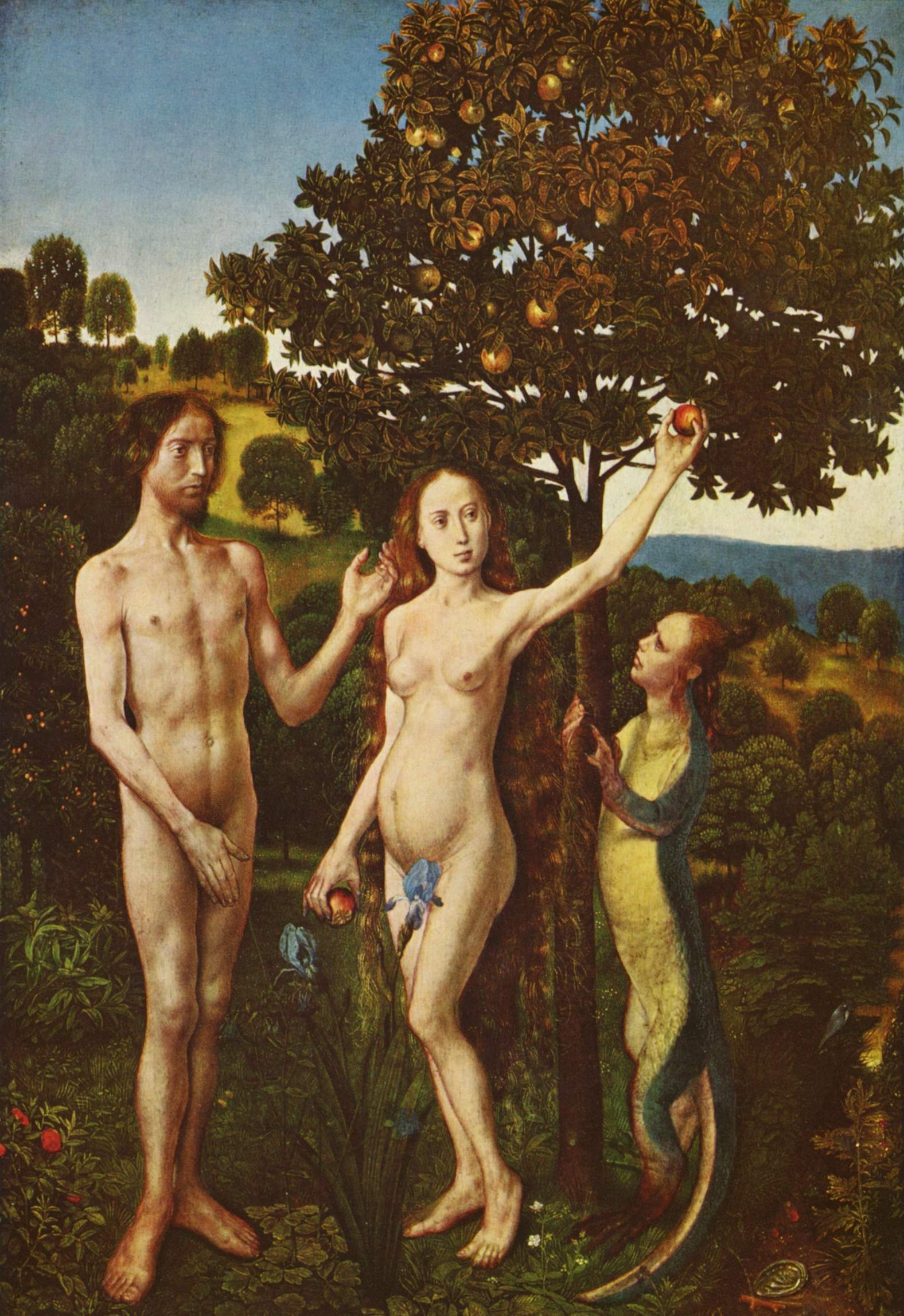
”Syndafallet” (cirka 1480) av Hugo van der Goes

Teologisk naturrätt skiljer vanligen mellan begreppen "Guds ordning" och "människans natur". I många religioner anses en lagstiftning grundad på Guds vilja, till exempel sharia och Moses lag, vara nödvändig för att upprätthålla Gudsordningen, eftersom människan i allmänhet anses vara ond, syndig eller riskerar att bli syndens redskap i kampen mellan det onda och det goda, där Gud hjälper de fromma och straffar de orättrådiga.
Maktställning legitimeras av att den är av Guds nåde, eller att den är Guds vilja, och kan inte ifrågasättas. I mer sekulariserade länder finns även den "positiva rätten" som är skapad av människan och avser nödvändiga lagar som de religiösa skrifterna inte direkt stadgar (se för övrigt Talmud). Naturrätten är i de flesta teokratier oberoende av härkomst, och människans rätt handlar om hennes fortlevnad som individ och art, men i vissa fall är släktskap med religiösa frontalfigurer högt värderat (se till exempel kalif, emir).

### Thomas av Aquino
Den romersk-katolska naturrätten bygger på föreställningen att alla människor har del av Guds förnuft, logos. Naturrätten kan därför begripas och resoneras fram. Dess främste tänkare är Thomas av Aquino. Hans skrifter, i synnerhet Summa theologica, har varit betydelsefulla för den romersk-katolska kanoniska rätten, som de reformerta kyrkorna avvisade men som fortfarande är rättssystemet i den romersk-katolska världen.
Naturrätten för Thomas är förnuftiga varelsers delaktighet i den eviga lagen, det vill säga Guds lag. Med förnuftet avgör människan vad som är gott och vad som är ont, vilket är naturrättens funktion. Människans lagar är emellertid inte detsamma som naturrätten och dess lagar, enligt Thomas, eftersom människans förnuft inte är så fullkomligt som Guds. Naturrätten promulgeras genom att ”Gud instiftat den i människans medvetande så att människan skall känna den naturligen.” Att begripa vad som är rätt, har för thomismen därför samband med delaktigheten med Gud, och tillkommer i högre grad religiösa människor.
Trots att Thomas av Aquino var utpräglad aristoteliker, skiljer sig hans naturrättsuppfattning med sin föregångares. För Aristoteles är naturrätten fysisk, likställd med den världsliga lagen och påminner om den moderna fysikens teori om naturlagarna; för Thomas får naturrätten en utvidgad betydelse, fungerar som instansen mellan Gud och människan, och blir ett mått över vad som giltiggör den världsliga lagen.

## Grotius och förnuftets naturrätt

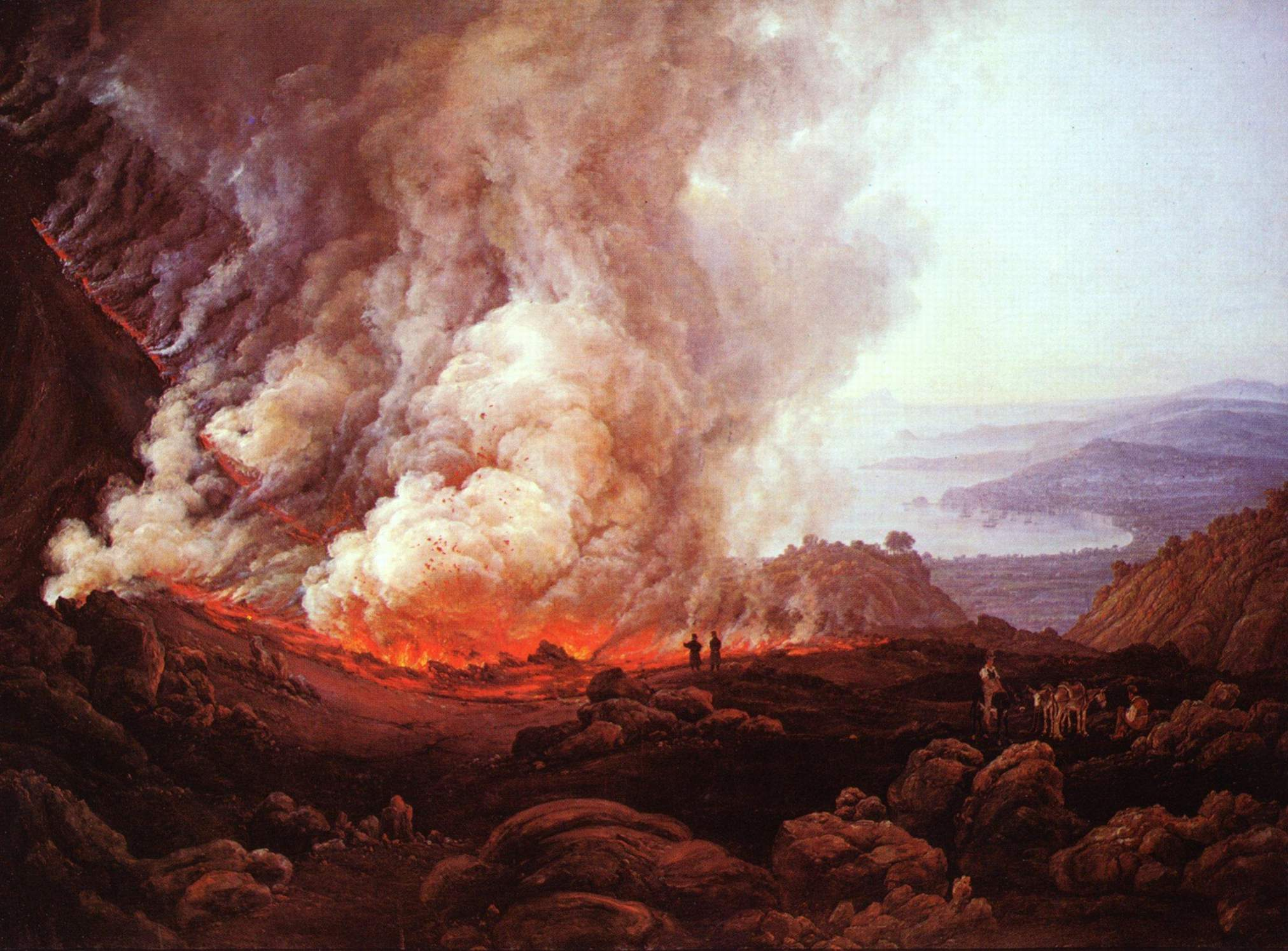
Vesuvius utbrott (1829) av Johan Christian Claussen Dahl.

"Jus naturale est dictatum rectæ rationis"
Hugo Grotius (1583–1645) brukar kallas folkrättens fader. I arbetet De Jure Belli ac Pacis utgår han från naturrätten och skiljer så mellan Guds ordning och denna; för Grotius är inte Gud allsmäktig eftersom inte ens han kan förhindra oberättigad, världslig auktoritet och obefogat våld. Till skillnad från den teologiska definitionen av naturrätt, skiljer Grotius naturrätten från både Guds positiva och människans lagar, trots att han anser att Gud är naturens skapare. Naturrätten är den moraliska nödvändigheten som följer av människans moraliska och förnuftiga natur.
Grotius tror på en absolut sanning, och att ett förnuft med hjälp av bland annat logik kan göra rationella val som är de enda rätta. Detta förnuft kan avgöra huruvida maktutövande, krig, ägande eller andra handlingar är legitima, och detta förstår Grotius som en hierarkisk natur i vilken det inte råder någon motsättning mellan individens bästa och kollektivets; den rättrådige herren har naturens rätt att styra över sin slav för det är det bästa för båda. Denna naturrätt är även överställd människans lagstiftning, men är det som avgör rättfärdigheten vid dess tillämpning.
Naturrätten är bestämd av att löften hålls, och denna löfteshållning mellan människor är vad stater består av. Människor är samhällsvarelser och goda, och naturrätten bygger på samma principer som den mänskliga naturen. Grotius naturrätt gäller både makthavares skyldigheter mot sitt folk och staters skyldighet mot varandra.

## Hobbes och den gemensamma själviskheten

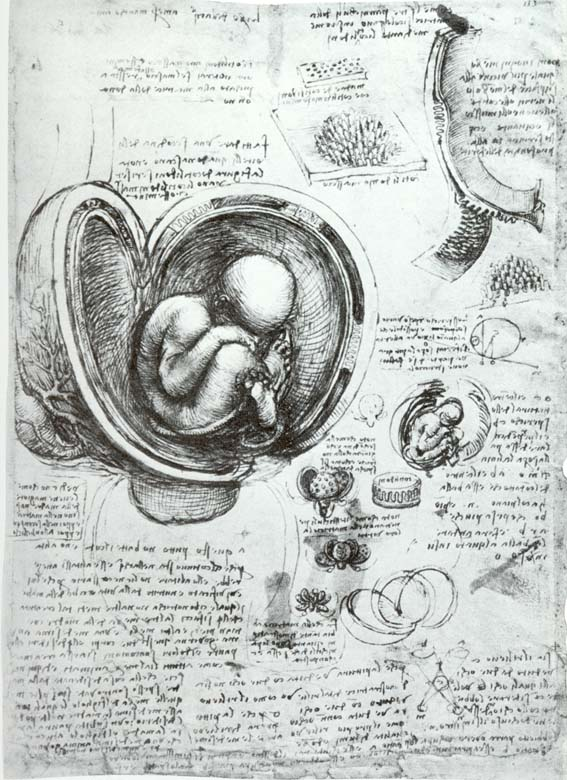
Studie av ett embryo (ca 1510) av Leonardo da Vinci

"Life it selfe is but Motion, and can never be without Desire"
Thomas Hobbes (1588–1679) framlägger i Leviathan (1651) att människan i sitt naturtillstånd, såsom ociviliserad vilde, är individualist och styrs av sin egoism, äregirighet och överlevnadsinstinkt. Ett samhälle utan en suverän skulle vara instabilt och farligt, för all själviskhet skulle stå i motsättning till andras, menar Hobbes. Då faran skulle drabba samtliga, måste människorna utse en ledare, samt tvingas leva i grupp för att överleva. Detta är ett slags samhällskontrakt, och när det väl har slutits, har inte medborgarna rätt att göra uppror.
Människans jämlikhet består enligt Hobbes i att även den svagaste kan mörda och stjäla. Människan är dock inte grym av naturen; medvetenheten om andras naturrätt skapar ett behov av självförsvar, och är inte bestämd av en fri vilja som höjer oss från djuren. I ett naturtillstånd kan moralen alltså inte upprätthållas. Moralen tillkommer civilisationen, grundad på och förbättrad av naturvetenskapen och självkännedomen. Suveränen, som har all makt, har även myndighet över religionen och civilisationens danande.
Hobbes formulerar 19 naturlagar, grundade på bibelordet: Såsom ni vill att människor skall göra mot er, så skall ni göra mot dem (Luk.6:31). Detta är enligt Hobbes ingen moral, utan i likhet med Grotius ser han det som ett slags kollektivt förnuft. Naturen är med andra ord ond, och kräver ett rättssystem. Detta konstruerade, nödvändiga rättssystem grundas på Hobbes naturlag, och skall ses som ett slags minimum för mänsklig samvaro. Naturlagen legitimeras av att naturrätten är varje individs rätt att bevara sitt liv.

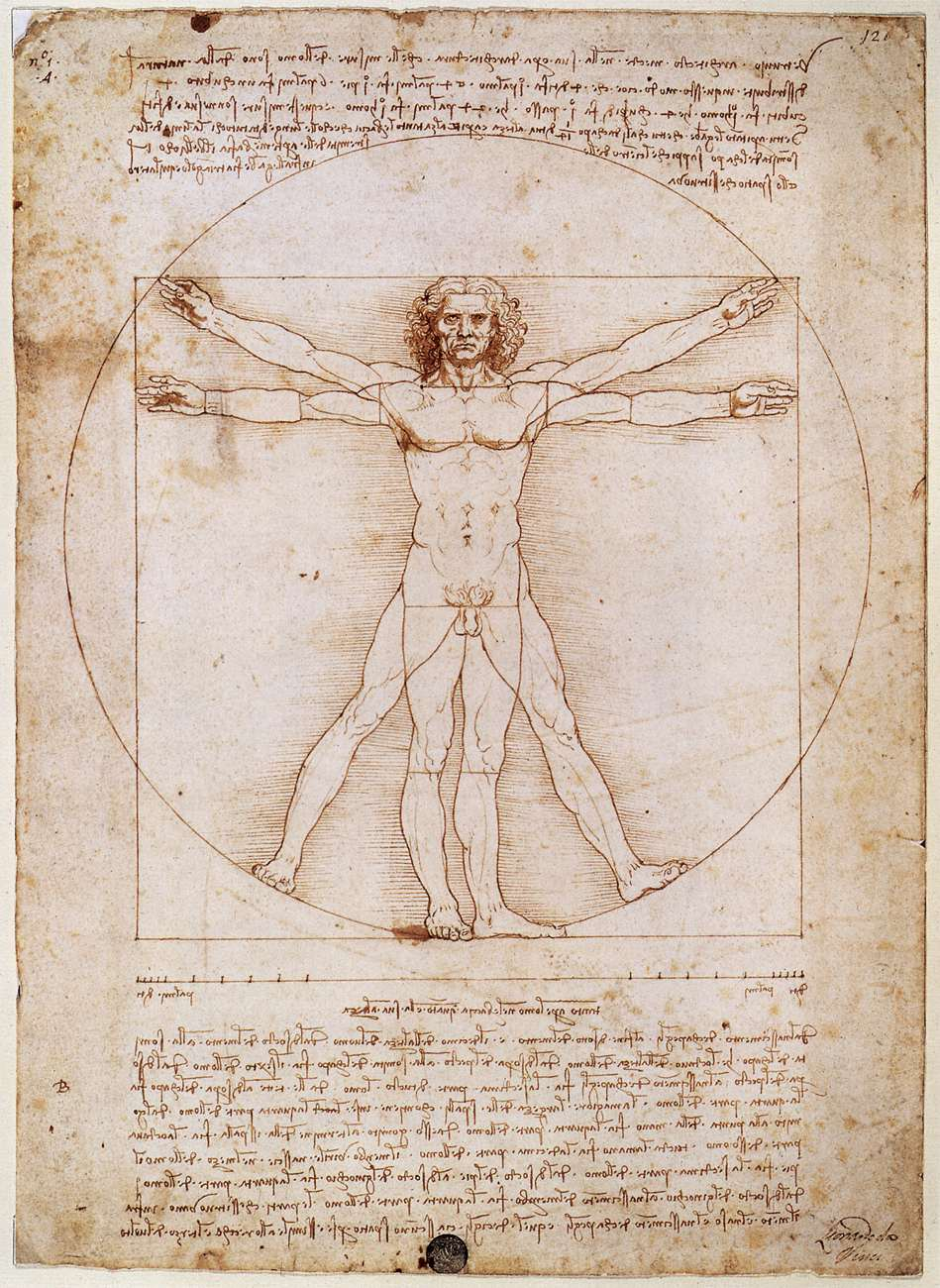
Den vitruvianska människan av Leonardo da Vinci

## Lockes positiva naturrätt
"The natural liberty of man is to be free from any superior power on earth and not to be under the will or legislative authority of man, but to have only the law of nature for his rule."
Enligt John Locke (1632–1704) har ingen människa naturlig rätt ("av Guds nåde") att styra över någon annan, men naturlagen kräver en verkställande ledare som säkerställer människans rätt. Denna rätt förstås av varje individ, och varje individ bygger upp samhällets hierarki på vars och ens förnuft efter förmåga – det är framför allt däri han skiljer sig från Hobbes, vars idé om allas kamp mot alla inte stämmer med Lockes mer humana människosyn. Enligt Locke har inte heller makthavare myndighet över människors tro, tankar eller religion.
Lockes naturrätt bygger även på det ömsesidiga förhållandet mellan individens rätt och skyldighet. Varje individ har enligt Locke rätt till sitt liv, till frihet, och till egendom, för sådan är naturen. Varje individ har följaktligen förpliktelse att straffa när någon kränker människans rätt. Men till skillnad från självförsvar får inte detta straff vara förebyggande. Den som utsätts för brott har även rätt till återställande. Eftersom människor skulle kunna bli oense om huruvida ett brott begåtts, behövs en ledare som måste godkännas av kollektivet för att makten skall legitimeras.

## Upplysningstiden

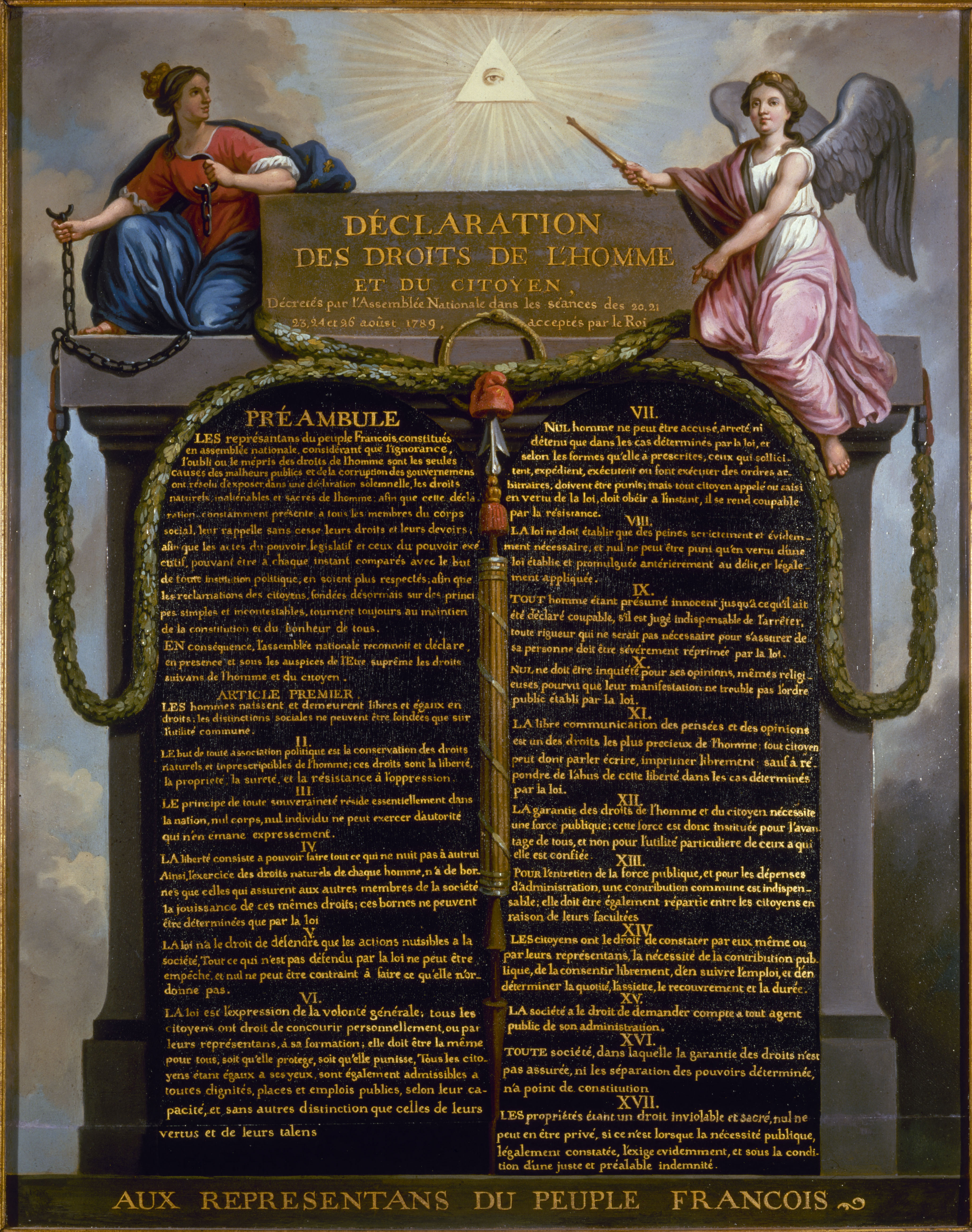
Deklarationen om människans och medborgarens rättigheter från 1789

Idén om naturrätten ligger till grund för den engelska Bill of Rights från 1689, och därmed för såväl den franska Förklaring av människans och medborgarens rättigheter från 1789 som den amerikanska självständighetsförklaringen från 1776. Den västerländska demokratisynen är alltså grundad på idén om en naturlig rätt, och så även konstitutionalismen. De två senare förklaringarna bygger även på Lockes definition av naturrätten (främst via Rousseaus mer sekulära begreppsvärld): regeringars skyldigheter och människans förnuftiga natur – men tillägger och justerar något olikartat: yttrandefrihet, åsiktsfrihet, nödvändigheten av skatter, rätten till lycka, behovet av en lagstiftning, och av en civil maktapparat. Under antiken och senare i England kunde naturrätten användas för att legitimera monarkin, men Thomas Jefferson, Samuel Adams, och Thomas Paine använde naturliga rättigheter som legitimering av revolutionen mot Storbritannien och samma argument är grunden för den liberala staten USA:s konstitution.
Ur Salamancaskolans ventilerande om naturrätten växte sakta teorin om samhällsfördraget fram – att stater legitimeras genom folkets godkännande av regenten och att regenten har förpliktelser – samt om folksuveränitetsprincipen. Företrädare för denna följd av naturrätten är i första hand Rousseau, och bland andra Samuel Rutherford, Samuel von Pufendorf och Johannes Althusius. Maktdelningsläran, som Montesquieu utvecklade ur Locke, är ytterligare en teori som växte fram på naturrättslig grund; utan teorin om en sådan underliggande princip kan inte en handlings berättigande bedömas objektivt av en oberoende domstol, vilket maktdelningsprincipen förutsätter möjligheten av. Pufendorf kombinerade naturrätten med ekonomiska teorier, eftersom de ekonomiska relationerna är mänskliga relationer.

## Folkrätten, FN och andra internationella organisationer
Under 1800-talets slut började det bli uppenbart att rätten inte endast kunde begränsas till enskilda länders lagstiftning eller praxis. I synnerhet vid krig var det nödvändigt med explicita internationella överenskommelser, varför Nationernas Förbund (och senare FN) bildades. Ett uttryck för tanken är Wienkongressen 1815, men den hade spelat ut sin roll i slutet av 1800-talet då stormakternas intressen tog över. I stället gjordes försök att utveckla folkrätten, där konferenser i Haag 1899 och 1907 fick till följd att 44 länder enades om avtal och konventioner. Första världskriget omöjliggjorde den tredje konferensen 1915. Den humanitära rätten formulerades i Haag 1907, Genèvekonventionen (1949) samt FN:s Folkmordskonvention (1948). Redan 1863 bildades Internationella Röda Korset.[förklaring behövs]
Naturrätten, teokratisk eller rationell, var den enda rättsfilosofiska teorin till 1800-talet. Då uppkom konkurrerande teorier såsom den historiska skolan och senare rättspositivismen. I och med 1900-talets inträde vann rättspositivismen, och de andra rättsuppfattningarna förlorade i betydelse.
Efter andra världskriget förklarade många de inträffande brotten mot mänskligheten med att rättspositivismen ersatt naturrätten, och naturrätten fick då en renässans med kodifieringen av orubbliga mänskliga rättigheter. År 1948 publicerades FN:s allmänna deklaration om de mänskliga rättigheterna. Den stadgade att människans rätt även inbegrep rätten till utbildning, rätten till personlig säkerhet och integritet, frihet från förföljelse, rättighet till information, rätt till arbete, att söka skydd i andra länder, och att alla människor har ett inneboende värde.

## Senare tillämpningar och tolkningar av naturrätten
Naturrätten har sedan antiken kommit att åberopas och dryftas inom flera fält – i synnerhet rättsfilosofin, men även statsrätten och folkrätten. I anslutning till den medeltida förståelsen av begreppet, fungerar naturrätten för dess förespråkare som ett etiskt mått på ett rättssystem och en enskild lag. Såsom etiskt mått fungerar naturrätten på två sätt: dels är den en normativ teori om hur rättssystem bör legitimeras; dels fungerar den som redskap i bedömningen av rättssystem och dessas tillämpning.
Enligt ett synsätt som framförts av bland andra Charles Grove Haines, bidrog medeltidens utveckling av begreppet till en sekularisering av rättsvetenskapen, som förr var en delvetenskap av teologin; från att vara en instans mellan Gud och människan utvecklades så småningom en distinktion mellan lag och moral som kommer till starkast uttryck i rättspositivismen och konstruktivismen under 1900-talet. Enligt detta synsätt utgör naturrättsdoktrinen ett mellanting mellan religiöst betingade rättssystem och rättssystem som endast legitimeras av deras kraft.
G.W.F. Hegel brukar begreppet naturrätt i sin Rättsfilosofins grunder för sådana rättigheter som betingas av naturen, och tar äktenskapet som exempel på ett sådant (§ 168). När rätten behandlas vetenskapligt är naturrätten detsamma som den filosofiska rätten och har samband med moralen; den är därmed åtskild från den positiva rätten: "Naturrätten eller den filosofiska rätten förhåller sig till den positiva rätten som institutioner till förordningar" (§ 3). För Hegel är den etiska idén, eller försök att omsätta naturrätten i praktiken, statens grundval, och kräver individens underkastelse.
Naturrätten hör samman med naturalistisk moralfilosofi, menar utilitaristen Richard Norman, och den är enligt honom oförenlig med humanism såvida inte människans välmående är dess bestämning, varmed en humanistisk naturrätt står i strid emot religiöst eller politiskt betingade självförsakelser.
I den klassiska Bouvier's Law Dictionary står att lagar och rättigheter visserligen kan indelas i naturliga och civila sådana, men att de hellre bör delas in i politiska och civila rättigheter och lagar, eftersom vad som naturligen tillkommer en person modifieras av det civila samhället och de civila lagarna berör de naturliga. Det har också blivit mer ovanligt att naturrättens förespråkare explicit åberopar naturen vid diskussioner om ett särskilt system eller bud, men med företrädare som Germain Grisez och John Finnis har naturrätten kommit att moderniseras under senare delen av 1900-talet. En dylik naturrättsdoktrin brukar framför allt förknippas med katolicismen och sättas i relation till dygdetiken och nythomismen. Den förs fram av påven Paulus VI i hans Humanae vitae 1968 där det fastställs att användande av preventivmedel, sterilisering, abort och skilsmässa är mot den gudomliga naturrätten.
Sedan 1800-talet har intellektuella splittrats i frågan om vad naturrätten skall härledas från, detta framför allt på basis av Thomas Hobbes doktrin, men även David Humes. Den klassiskt liberale ekonomen Friedrich von Hayek ställer det primitiva samhällets "naturliga moral", som grundas på instinkter, emot samhällets traditioner och konventioner – samhällets lagar och dess ordning. Hayek menar att samhällets och statens traditioner har vuxit fram naturligt under historien i en evolution, och följaktligen kan grunden för dess regelsystem (den konstitutionella praxisen) kallas naturrätt. Primitivister, anarkister och konstruktivister till vänster om von Hayek, ser staten och samhällets normer och regelsystem som artificiella, varmed naturrätten härleds från det primitiva samhället. För nyliberaler och vänstergrupper, har därmed "den naturligt betingade rätten" diametralt motsatta betydelser.